# Neil Brooks
Neil Brooks (n. 27 iulie 1962, Crewe, Anglia, Regatul Unit) este un înotător ce a reprezentat Australia, medaliat olimpic. A participat la 2 ediții ale Jocurilor Olimpice (1980, 1984) în care a câștigat două medalii de aur și două medalii de argint.